# Australisch curlingteam (gemengddubbel)
Het Australische curlingteam vertegenwoordigt Australië in internationale curlingwedstrijden.

## Geschiedenis
Australië debuteerde op het wereldkampioenschap curling voor gemengddubbele landenteams van 2008 in het Finse Vierumäki. De Australiërs beëindigden het toernooi op de zeventiende plaats. Een jaar later ging het nog een stuk minder; Australië won slechts twee van z'n acht wedstrijden, en eindigde op de 23ste plaats op 27 deelnemers. In 2010 legde het team van Kim Forge en Hugh Millikin beslag op de vijfde plaats. Daarna ging het weer bergaf met de prestaties van het Australische gemengddubbele curlingteam. Pas in 2019 kwam er een heropflakkering. Het team van Tahli Gill en Dean Hewitt eindigde op de onfortuinlijke vierde plaats en viel zo net naast het podium. In 2025 wist Australië de bronzen medaille te halen.
In 2022 debuteerde Australië op het curlingtoernooi voor gemengddubbelteams op de Olympische Winterspelen. Een succes werd dit evenwel niet: Australië eindigde als tiende en laatste.

## Canada op de Olympische Spelen
| Jaar | Plaats        | Team                     | WG            | W             | V             | PV            | PT            |
| ---- | ------------- | ------------------------ | ------------- | ------------- | ------------- | ------------- | ------------- |
| 2018 | Geen deelname | Geen deelname            | Geen deelname | Geen deelname | Geen deelname | Geen deelname | Geen deelname |
| 2022 | 10            | Tahli Gill & Dean Hewitt | 9             | 2             | 7             | 52            | 67            |

## Australië op het wereldkampioenschap
| Jaar | Plaats | Team                           | WG | W | V | PV | PT |
| ---- | ------ | ------------------------------ | -- | - | - | -- | -- |
| 2008 | 17     | Gerald Chick & Jennifer Thomas | 7  | 3 | 4 | 39 | 39 |
| 2009 | 23     | Gerald Chick & Jennifer Thomas | 8  | 2 | 6 | 38 | 59 |
| 2010 | 5      | Kim Forge & Hugh Millikin      | 7  | 4 | 3 | 42 | 35 |
| 2011 | 16     | Kim Forge & Hugh Millikin      | 7  | 3 | 4 | 36 | 45 |
| 2012 | 24     | Kim Forge & Stephen Johns      | 8  | 3 | 5 | 50 | 61 |
| 2013 | 22     | Lynette Gill & Jay Merchant    | 8  | 2 | 6 | 40 | 62 |
| 2014 | 12     | Ian Palangio & Laurie Weeden   | 8  | 5 | 3 | 52 | 45 |
| 2015 | 28     | Kim Forge & Steve Johns        | 9  | 0 | 9 | 34 | 70 |
| 2016 | 31     | Ian Palangio & Laurie Weeden   | 6  | 1 | 5 | 27 | 53 |
| 2017 | 18     | Dean Hewitt & Lynn Hewitt      | 7  | 3 | 4 | 44 | 48 |
| 2018 | 18     | Dean Hewitt & Lynn Hewitt      | 7  | 4 | 3 | 54 | 42 |
| 2019 | 4      | Dean Hewitt & Tahli Gill       | 11 | 7 | 4 | 74 | 45 |
| 2021 | 13     | Dean Hewitt & Tahli Gill       | 9  | 3 | 6 | 52 | 64 |
| 2022 | 11     | Dean Hewitt & Tahli Gill       | 9  | 4 | 5 | 64 | 60 |
| 2023 | 8      | Dean Hewitt & Tahli Gill       | 9  | 5 | 4 | 58 | 63 |
| 2024 | 15     | Dean Hewitt & Tahli Gill       | 10 | 4 | 6 | 58 | 66 |
| 2025 | 3      | Dean Hewitt & Tahli Gill       | 11 | 9 | 2 | 83 | 51 |

Australië · België · Brazilië · Bulgarije · Canada · China · Chinees Taipei · Denemarken · Duitsland · Engeland · Estland · Filipijnen · Finland · Frankrijk · Griekenland · Groot-Brittannië · Guyana · Hongarije · Hongkong · Ierland · India · Israël · Italië · Jamaica · Japan · Kazachstan · Kirgizië · Koeweit · Kosovo · Kroatië · Letland · Litouwen · Luxemburg · Mexico · Mongolië · Nederland · Nieuw-Zeeland · Nigeria · Noorwegen · Oekraïne · Oostenrijk · Polen · Portugal · Puerto Rico · Qatar · Roemenië · Rusland · Saoedi-Arabië · Schotland · Servië · Slovenië · Slowakije · Spanje · Thailand · Tsjechië · Turkije · Verenigde Staten · Wales · Wit-Rusland · Zuid-Korea · Zweden · Zwitserland